# Parque nacional de Kibale
El Parque nacional de Kibale es un espacio protegido en el sur de Uganda, que ofrece protección a bosques húmedos de lluvia perenne. Se trata de un territorio de 776 kilómetros cuadrados de superficie y que se encuentra entre 1100 y 1600 metros de altitud. A pesar de que comprende principalmente bosque siempre verdes y húmedos, contiene una gran variedad de paisajes. Kibale es uno de los últimos espacios que quedan con grandes extensiones de tierras bajas y bosques montanos. En África oriental, sostiene la última extensión importante de bosque pre-montano. El parque fue creado en 1932 y formalmente establecida en 1993 para proteger una amplia zona de bosque que antes se administraba como una reserva forestal registrada. El parque forma un bosque continuo con el Parque nacional Reina Isabel. Es un importante destino de turismo ecológico y para safaris, popular por su población de chimpancés habituados y 12 otras especies de primates. Es también el lugar donde se ubica una estación biológica de la Universidad de Makerere.